# ZZ Большого Пса
ZZ Большого Пса (лат. ZZ Canis Majoris) — двойная затменная переменная звезда типа Алголя (EA) в созвездии Большого Пса на расстоянии (вычисленном из значения параллакса) приблизительно 17442 световых лет (около 5348 парсеков) от Солнца. Видимая звёздная величина звезды — от +13,2m до +12,25m. Орбитальный период — около 2,7039 суток.